# Krzywda (rejon szarkowszczyński)
Krzywda – dawny folwark. Tereny, na których leżał, znajdują się obecnie na Białorusi, w obwodzie witebskim, w rejonie szarkowszczyńskim, w sielsowiecie Stanisławowo.

## Historia
W czasach zaborów folwark prywatny w powiecie dzisieńskim, w guberni wileńskiej Imperium Rosyjskiego.
W latach 1921–1945 folwark leżał w Polsce, w województwie wileńskim, w powiecie dziśnieńskim, w gminie Szarkowszczyzna.
Według Powszechnego Spisu Ludności z 1921 roku zamieszkiwały tu 43 osoby, 23 były wyznania rzymskokatolickiego, 14 prawosławnego, 1 ewangelickiego a 5 mojżeszowego. Jednocześnie 26 mieszkańców zadeklarowało polską, 12 białoruską a 5 żydowską przynależność narodową. Było tu 7 budynków mieszkalnych. W 1931 w 6 domach zamieszkiwało 57 osób.
Wierni należeli do parafii rzymskokatolickiej i prawosławnej w Szarkowszczyźnie. Miejscowość podlegała pod Sąd Grodzki w Głębokiem i Okręgowy w Wilnie; właściwy urząd pocztowy mieścił się w Szarkowszczyźnie.